# Doqqi

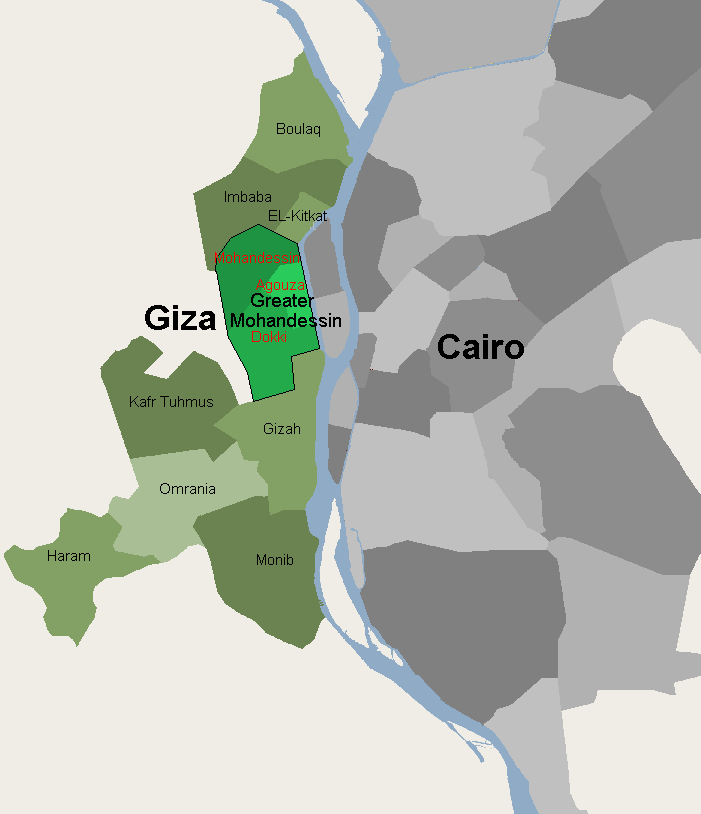
Mappa di Doqqi e della Grande Muhandisin del Cairo

al-Doqqī (in arabo الدقي‎?, toponimo di origine araba o turca che significa "porto") è un distretto della città di Giza (Egitto), all'interno della Grande Cairo. Doqqi è situata sulla sponda sinistra del fiume Nilo, immediatamente a ridosso del centro del Cairo.
Molte strutture istituzionali della capitale sono situate a Doqqi: la scuola tedesca e le ambasciate di varie nazioni estere (Russia, Somalia, Francia, Ciad, Repubblica Ceca, Pakistan ed Etiopia). A Doqqi sono presenti circa 40 ambasciate, un numero superato solo dal quartiere-isola cairota del distretto di Zamalek.
 Re Idris I di Libia morì nel Palazzo di Doqqi nel 1983.

## Istruzione
- Il  Deutsche Evangelische Oberschule si trova nel quartiere.
- Il Pakistan International School of Cairo